# Vyandotka
Vyandotka, též psáno wyandotka, je středně těžké plemeno kura domácího, s kombinovanou užitkovostí pro produkci vajec i drůbežího masa. Je typická lyrovitou horní linií, růžicovitým hřebenem a bohatým, měkkým opeřením. Roční snáška činí 140–180 vajec.
Má středně vysoký postoj, kratší krk, zaoblený trup, hluboká prsa a břicho a krátká křídla se širokými letkami, ocas kohoutů je krátký, kulovitého tvaru, se srpy, které zakrývají rýdovací pera, ocas slepic je střechovitý, oblý. Vyandotky mají růžicovitý hřeben, který je středně velký, jemně perlovaný a zakončený trnem, který sleduje linii týlu. Ušnice i laloky jsou červené, středně velké a jemné.
Peří nepřiléhá k tělu a celkově ještě víc zaobluje tělesné křivky. Vyandotka je chována v mnoha barevných rázech, uznaných je 29 barevných variant, u všech jsou však zobák i běháky žluté. První barevná varianta byla stříbrná, černě lemovaná.
Wyandotka je plemeno pochazející z USA, název dostalo podle indiánskeho kmene Wyandotte, je známé cca od roku 1880. Existuje take zakrslá varianta vyšlechtěná v Německu, Nizozemí a Velké Británi. První barevná varianta byla stříbrná černě lemovaná.
Slepice váží cca 3,1 kilogramu a kohout cca 3,8 kilogramu. Zakrslá varianta : váha slepice cca 1 kilogram a kohouta 1,2 kilogram. Vejce velké slepice má hnědou barvu a váží 55–60 gramu. Vejce zakrslé wyandotky jsou světle hnědá až růžová a váží cca 35 gramů. Rasa má občas problémy s oplodněním vajec. Slepice rády kvokají a starají se o kuřata.
Temperament plemene je klidný. Nelétají dobře, proto je snadné chovat je na zahradě.

## Fotogalerie

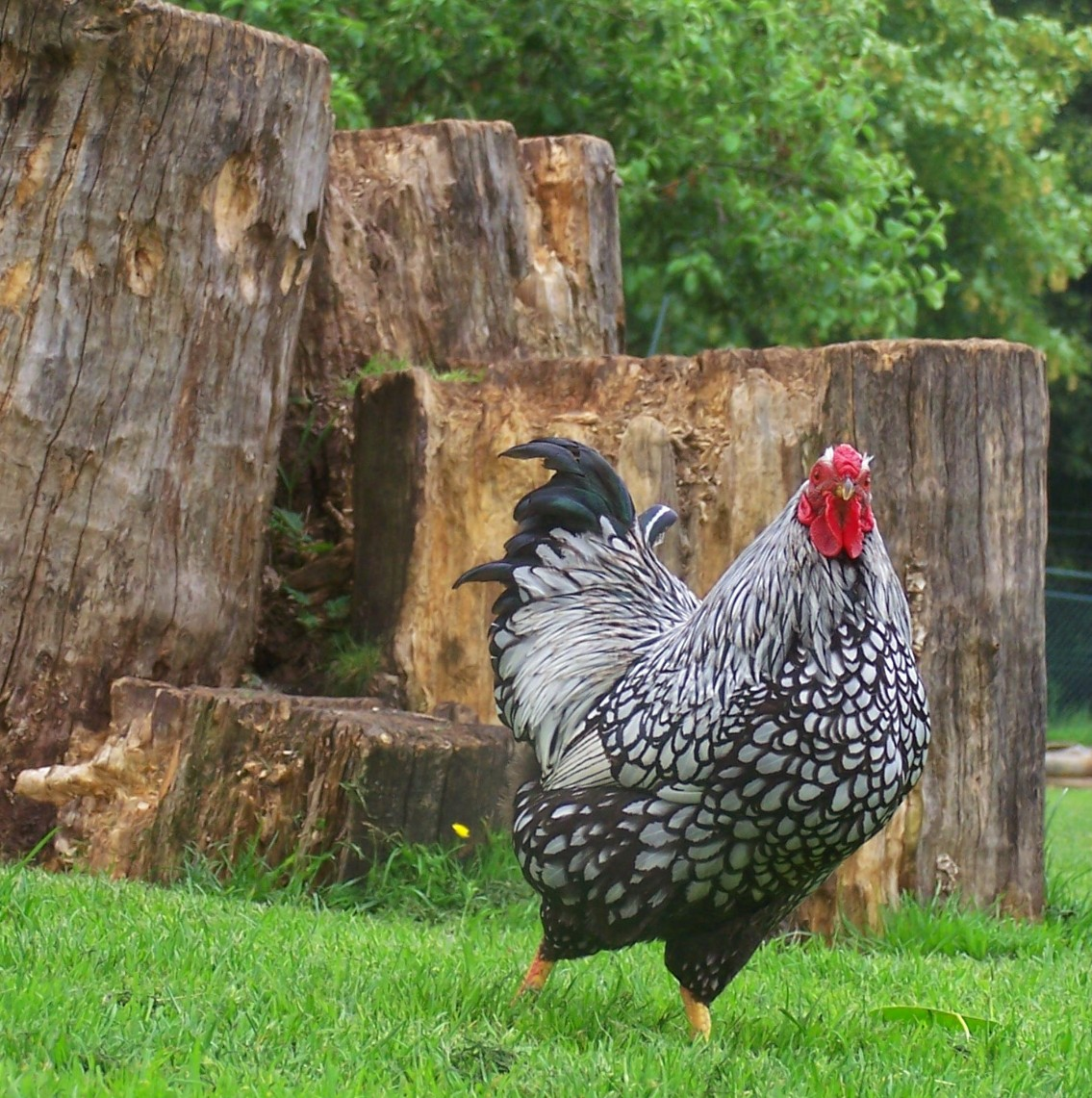
Kohout vyandotky stříbrné černě lemované
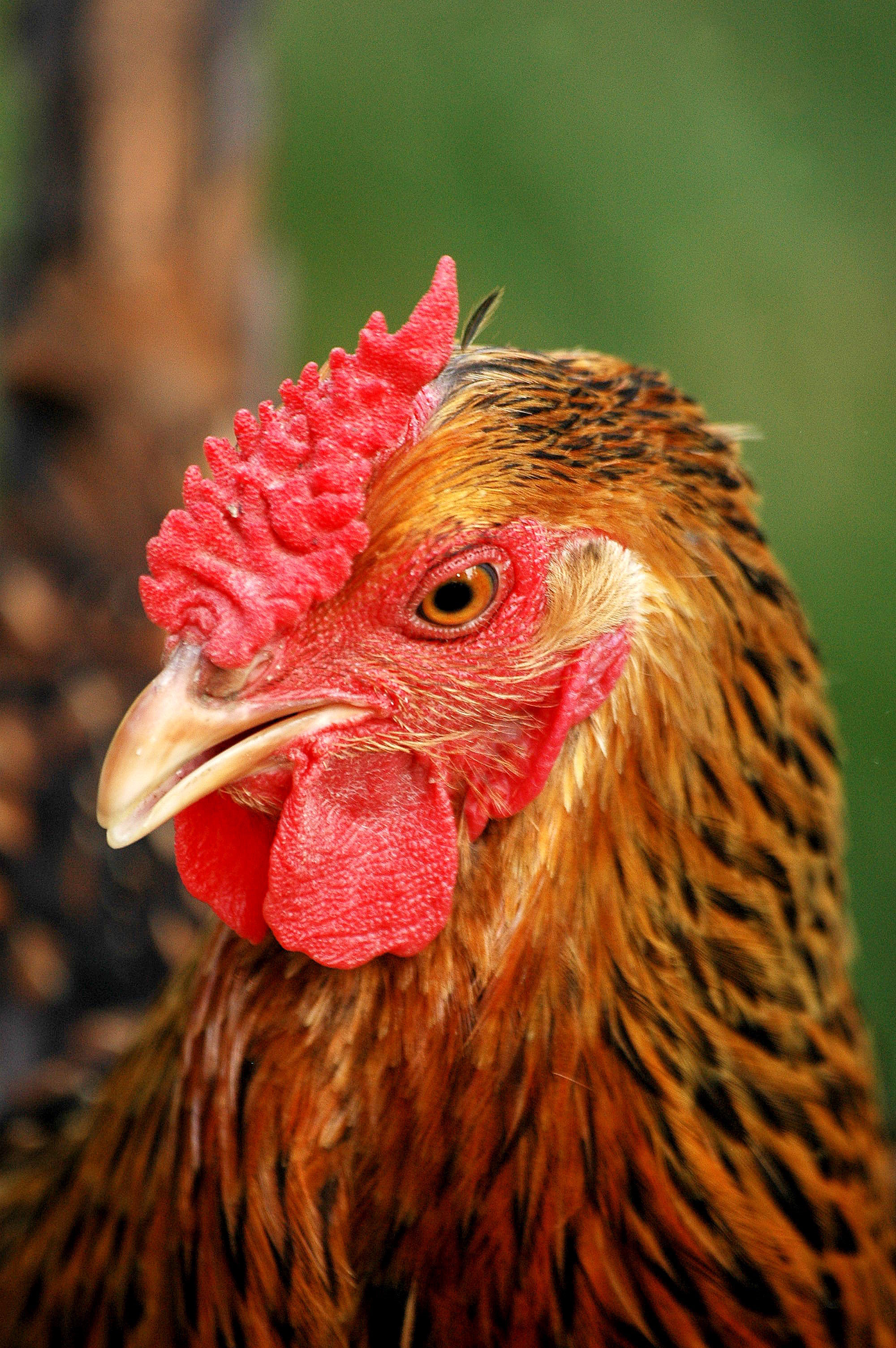
Detail hlavy slepice vyandotky zlaté
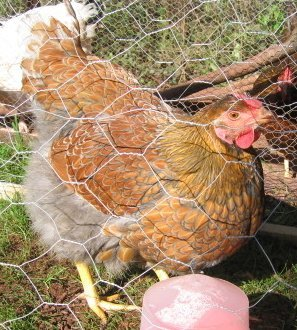
Slepice vyandotky modrozlaté